# パウル・ホーフハイマー

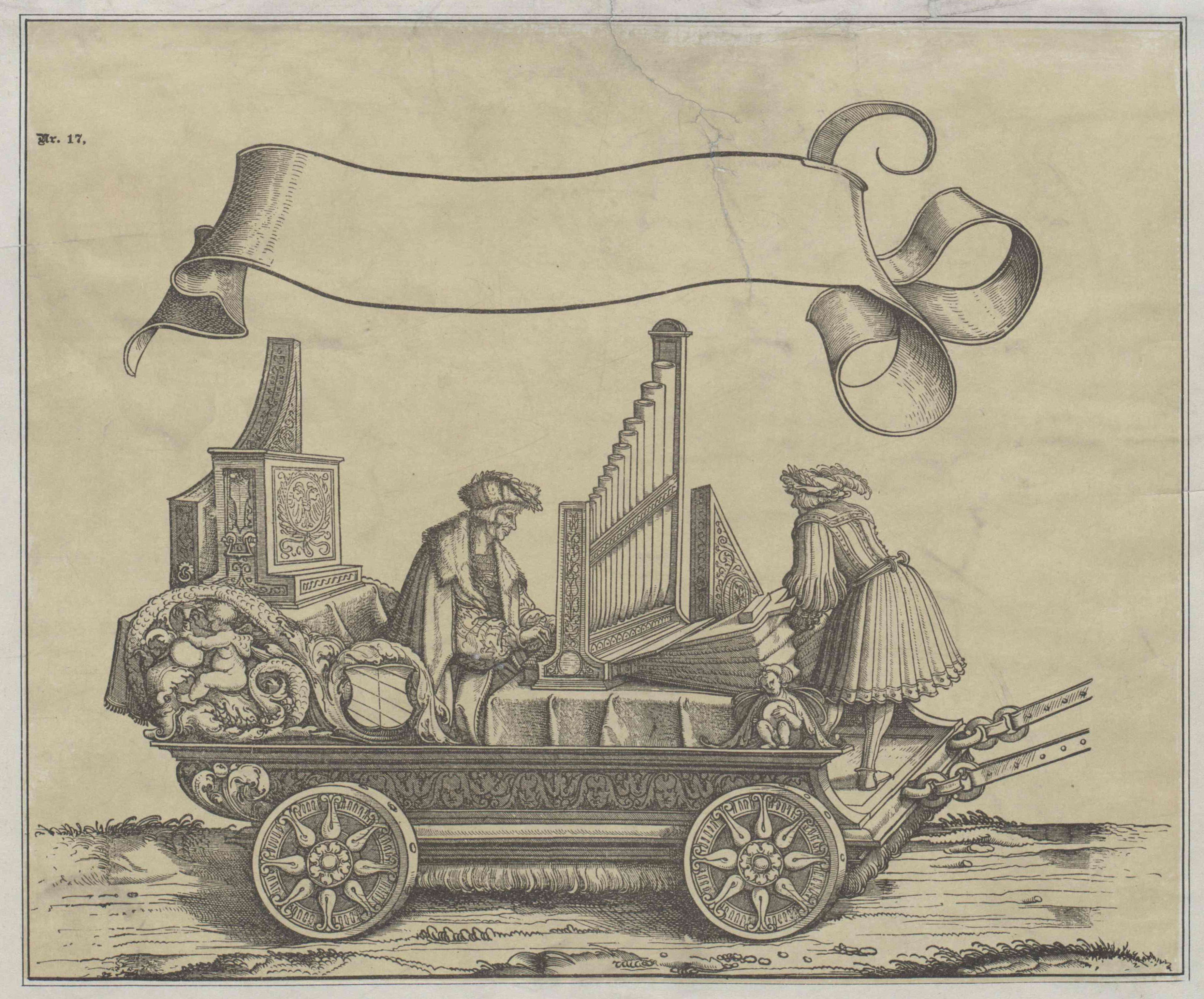
Paul Hofhaimer on a wagon with positive organ052

パウル・ホーフハイマー（Paul Hofhaimer, 1459年1月25日 – 1537年）はルネサンス時代のオーストリアのオルガニスト・作曲家。とりわけ即興演奏の能力に恵まれ、ヨアヒム・フォン・ヴァットやパラケルススら多くの学識者から、「当代最高のオルガニスト」と呼ばれた。しかも、ドイツ語圏の出身者としてただ1人、ヨーロッパ全土で名声を博した作曲家でもあった。

## 生涯
ザルツブルク近郊ラートシュタットの出身。幼少期については資料ごとに矛盾が見られ、ヴァットが独学説を唱えているのに対して、コンラート・ツェルティスは神聖ローマ皇帝フリードリヒ3世の宮廷礼拝堂で聖歌隊員であったとしている。いずれにせよ1478年にインスブルックに行き、チロル大公ジギスムントに感銘を与え、1480年に終身宮廷オルガニストに任命された。ハインリヒ・イザークがその後インスブルックの宮廷楽長に就任していることから、ホーフハイマーとイザークが知り合いだったことはほぼ間違いない。
1489年にから皇帝マクシミリアン1世の宮廷オルガニストも兼務する。1498年にザクセン選帝侯フリードリヒ3世の宮廷を訪れパッサウに行き、1507年にアウクスブルクに移っていっそうマクシミリアン1世と近しくなった。1515年にマクシミリアン1世とポーランド王ジグムント1世の両者から騎士に叙任され、「皇室初代オルガニスト」の称号を得る。最後の肩書きは、ザルツブルク大聖堂の教会オルガニストであった。

## 音楽と影響力
ホーフハイマーは即興演奏の輝かしい才能に恵まれ、当時は並び立つ者がいなかった。繰り返しなしで数時間演奏し続けることができたという。ホーフハイマーはオルガン奏者であっただけでなく、オルガン教師としても傑出した存在であった。ドイツのあらゆる有名なオルガン楽派は、もとを辿ればホーフハイマーに行き着くのである。しかもホーフハイマーはイタリアでもオルガン教師を務めている。たとえば門人ディオニシオ・メムノは、ヴェネツィアの聖マルコ大聖堂のオルガニストになり、ホーフハイマーに学んだ演奏技巧を初期のヴェネツィア楽派に伝えた。
作品数としてはオルガン曲が最も多いが、作品のうち原曲のまま伝承されている作品は数少ない。現存する作品は、3声か4声のリートや、それらを鍵盤楽器やリュートのために編曲したもの（インタヴォラトゥーラという）がほとんどである。ホーフハイマーのリートの写譜は、たいていは編曲版で、ヨーロッパ各地に伝えられており、その人気の高さを物語っている。現存する数少ないオリジナルのオルガン曲は、ホーフハイマーの定旋律を軸としたポリフォニー構成の能力の高さを明かしている。
ホーフハイマーのドイツ・リートは、当時としては典型的なバール形式によっており、ポリフォニックな楽節とホモフォニックな楽節の交替で出来ている。ホーフハイマーは、当時フランドル楽派の影響でヨーロッパで主流となりつつあった通模倣様式を採ることはめったになかったが、インスブルックでイザークの作品と出逢った時に、その作曲様式を知ったかもしれない。
ホーフハイマーはオルガン鑑定人としても名高く、しばしばオルガンの建造や修復について助言した。